# Ильюшкин, Евгений Павлович
Евгений Павлович Ильюшкин (6 ноября 1936, Липная Горка, Ленинградская область — 19 сентября 2021, Владимир) — российский политик, член Совета Федерации Федерального собрания РФ (2001—2009).

## Биография
Евгений Павлович Ильюшкин родился 6 ноября 1936 года в деревне Липная Горка Тихвинского района Ленинградской области.
Окончил Ленинградский электро-механический техникум с квалификацией «техник-механик», затем — Челябинский политехнический институт с дипломом инженера-электрика. Во Владимир переехал в 1978 году, став начальником троллейбусного управления. В течение длительного времени руководил городским троллейбусным управлением, затем был директором муниципального унитарного предприятия «Владгортранс». С марта по август 1989 года руководил восстановлением троллейбусного движения в Ленинакане после землетрясения в Армении.
Был депутатом разных созывов, депутатом и заместителем председателя Законодательного собрания Владимирской области первого созыва, возглавлял комитет по бюджетной и налоговой политике. С января 2001 года по март 2009 года представлял в Совете Федерации Заксобрание Владимирской области. С февраля 2001 по январь 2008 входил в Комитет СФ по вопросам социальной политики, с января 2008 — член Комитета СФ по социальной политике и здравоохранению. Затем занимался общественной работой в областном движении «Справедливость и народовластие», обкоме КПРФ и областном Совете ветеранов.
Умер в сентябре 2021 года, не дожив 2 месяца до 85-летия.

## Награды
- Орден Почёта
- Орден Трудового Красного Знамени
- Медаль «Ветеран труда»
- Юбилейная медаль «За доблестный труд. В ознаменование 100-летия со дня рождения Владимира Ильича Ленина»
- Почётный знак СФ «За заслуги в развитии парламентаризма»
- Почётная грамота СФ
- Почётное звание «Заслуженный работник жилищно-коммунального хозяйства РСФСР».